# Necròpolis de Can Robert
Can Robert és una necròpolis medieval situada al municipi de Matadepera, (Vallès Occidental), declarada Bé cultural d'interès local.
Es troba al vessant sud-oest de la Mola, al massís de Sant Llorenç del Munt, a uns 690 m d'alçada. Es tracta d'una necròpolis del període de transició entre l'època romana i la medieval, entre els segles VII i IX.
És dins del límit del Parc Natural de Sant Llorenç del Munt i l'Obac, creat el 1972. Des del 2000 també forma part de l'Inventari d'espais d'interès geològic de Catalunya inventariat com espai d'interès geològic en el conjunt de la geozona Sant Llorenç del Munt i l'Obac, la qual forma part del parc natural majoritàriament.
L'any 2009 s'hi dugueren a terme uns treballs de delimitació de les tombes conegudes amb tanques de fusta, amb l'objectiu d'evitar-ne l'erosió i ordenar l'accés dels visitants. L'octubre del 2011 s'hi van fer nous treballs consistents en l'ordenació de l'espai propi de les tombes per tal de permetre-hi la circulació.